# Please Heal The World
「Please Heal The World」（プリーズ・ヒール・ザ・ワールド）は、TM NETWORKの楽曲。2022年4月28日にNFTでの作品としてリリース。

## 解説
2022年夏開催予定の7年ぶりとなるコンサート・ツアー「“FANKS intelligence Days”」のオープニング曲「Please Heal The World」に、1987年から紡がれる“バトン”のエピソードについて3人による数分の各モノローグを加えた、全3種・各1000本を5月9日までの期間限定でLINE NFTにてリリース。

## 経緯
2021年、6年ぶりに再起動を果たしたTMNETWORKの10月より隔月で公開された三部作となる無観客配信ライブ作品『How Do You Crash It?』
2022年4月21日に“本来の物語”として一つのストーリーに組み替えられたBlu-ray版の映像最後のチャプター『Where is our baton's destination』は配信版では観られなかった新たな映像に差し替えられていた。少女が作中の"NFTショップ"でバトンと引き替えに手にしたのは
はたして4月27日には新たな告知がなされ、Blu-rayリリースから1週間後となる翌28日に本作3種のLINE NFTでのリリースとなった。なお収益の一部は寄付されるとしている。

## Token Type
- The Baton EP.1
Token Type：TMNETWORKTHEBATON1
時間：4分4秒
- The Baton EP.2
Token Type：TMNETWORKTHEBATON2
時間：3分52秒
- The Baton EP.3
Token Type：TMNETWORKTHEBATON3
時間：5分17秒

## 収録アルバム
- DEVOTION - 「Studio Mix」として収録、作詞者表記はノンクレジット